# Neviditelný (Havlíček)
Neviditelný je druhý psychologický román Jaroslava Havlíčka vydaný v roce 1937. Je jedním z jeho nejvýznamnějších děl. Sleduje cestu vypočítavého a chladného inženýra Petra Švajcara, který se rozhodne oženit s bohatou dědičkou továrny na mýdlo. Netuší však, že je rodina zatěžkána psychickou poruchou. Děj příběhu se odehrává v malém městečku Jesenice (jeho předlohou je Havlíčkova rodná Jilemnice) v poválečné době kolem roku 1925.

## Hlavní postavy
| Petr Švajcar | vypravěč celého příběhu; vysoký, silný, světlovlasý a pohledný; cílevědomý, egoistický mladík, který se pomocí chladné, vypočítavé logiky a nezlomné vůle dostane z chudé rodiny k majetku továrníka; na ostatních lidech mu nezáleží a rád s nimi manipuluje ve svůj prospěch                              |
| Soňa Hajnová | drobná, pohledná, tmavovlasá dívka; jediná dcera továrníka, zajímá se o literaturu, hraje na klavír, je přecitlivělá, trpí migrénami, děsí se šíleného strýce a šílenství. Později však sama šílenství podlehne a na konci románu umírá                                                                     |
| Hugo Hajn    | bohatý majitel továrny na mýdlo; je laskavý, mírný a podléhá panovačné tetě, což se mu velmi vymstí |
| Cyril Hajn   | starší, malý, tlustý, plešatý a duševně chorý Sonin strýc, který si myslí, že je neviditelný; celá rodina je nucena chovat se k němu, jako by ho neviděla; pokud tak nečiní, tropí Neviditelný hysterické scény; píše zvláštní manifesty, kde vystupuje jako hlavní hrdina. Nakonec je odvezen do blázince. |
| Tetička      | starší, přísná Hajnova teta; samozvaná vládkyně rodiny, které se nikdo neodvažuje postavit; pedanticky trvá na dodržování starých pravidel a nedá dopustit na synovce Cyrila, kterého vychovala |
| Katy         | jí i jejího bratra Filipa se rodina ujala, když osiřeli; zaměstnaná jako služebná; veselá, mladá, energická, pohledná a oddaná společnice Soni |
| Filip        | Katin mladší bratr, který je společně s ní zaměstnán v domě |
| Pařík        | starý, dobrosrdečný a věrný švec a domovník |
| Anna         | starší, obtloustlá a rázná kuchařka |

## Děj
Petr Švajcar se deset let od doby, kdy se oženil se Soňou, rozhodne sepsat své vzpomínky. Narodil se ve velmi početné, chudé a nevýrazné rodině. Rozhodl se svůj osud změnit. Šťastnou náhodou je mu poskytnuta možnost studia, kde velmi dobře prospívá a rozhodne se studovat chemii. Po celou dobu studia se soustředí jen na nejlepší výsledky a obvyklý život vrstevníků ho nezajímá. Nemá žádné přátele, ačkoliv ho spolubydlící Dont považuje za blízkého přítele. Žije skromně a šetří si peníze na vlastní bydlení. Tvrdou prací a pevnou vůlí vítězí nad chudobou svého rodu.
Dont ho jednoho červnového večera naláká na večírek, kde slíbí Petrovi seznámení se Soňou Hajnovou, dcerou zámožného vlastníka mydlárny. Vidina dědictví zavedené a prosperující továrny Petra pohání k tomu, aby se domohl sňatku se Soňou. Pomocí dokonalé přetvářky a manipulace se mu podaří získat její srdce. Po zásnubách je pozván do Hajnovy vily, kde se poprvé seznamuje s rodinou. Upjatou, nepřátelskou tetou ani bláznem utiskujícím celou rodinu se nenechá odradit. Blízkost vytouženého triumfu nad ubohostí poměrů rodu Švajcarů ho podpoří v rozhodnutí oženit se Soňou. Otec Hajn ho přijme v továrně prozatím jako zaměstnance. Petr již plánuje její převzetí, modernizaci zastaralých postupů, zefektivnění výroby a obnovu Hajnem zhýčkaných zaměstnanců.
O několik měsíců později je svatba. Svatební noc je však narušena bláznem, jenž nedočkavě čeká v pokoji novomanželů. Soňa je vyděšena a odmítne i Petra. Vydají se raději na svatební cestu, která se ukáže být nejšťastnějším obdobím v životě manželů. Po návratu však situace upadne do starých kolejí – Neviditelný Soňu všude sleduje a ta trpí panickým strachem a úzkostí. Petr věnuje velký čas práci v továrně a o manželku se příliš nestará. V nestřeženém okamžiku k Soně do pokoje vklouzne Neviditelný, ta utrpěným šokem omdlí a blázen se pokouší nastalé situace zneužít. Naštěstí včas zasáhne Katy a zavolá Petrovi do továrny. Soňa zůstává zavřená ve svém pokoji pouze s lékařem a odmítá k sobě kohokoli pustit. Doktor zjistí, že je těhotná. Petr chce dostat Neviditelného z domu, aby se dítě, na které se velmi těší, mohlo vyvíjet bez matčina neustálého strachu z blázna. Poví Hajnovi o narušení svatební noci a předloží bláznovy manifesty dosvědčující jeho nebezpečnost (blázen v nich již není vojevůdcem, ale neviditelným svůdcem a uchvatitelem žen). I přes velké protesty tetičky je Neviditelný převezen do blázince. Ta se začne mstít na Soně a dlouhé dny s ní promlouvá ve svém pokoji a prohlubuje v ní trýzeň způsobenou psychickým otřesem. Následkem toho se začnou dít se Soniným duševním zdravím zvláštní proměny. Nepřijímá žádné logické argumenty a začíná být Neviditelným naopak posedlá, domnívá se, že je otcem jejího dítěte, a tvrdí, že je teď opravdu neviditelný a vrátil se. Ztrácí schopnost rozumně uvažovat a musí být stále pod dozorem. Po narození dítěte se její stav nezlepší, naopak začne Petra nenávidět a odmítá mu syna půjčovat. V té době se Katy stane Petrovou milenkou. Soňa je dítěti opravdu nebezpečná a nedokáže s ním zacházet opatrně. Petrovi záleží jedině na vlastním synovi a rozhodne se odebrat ho matce, ta však zuří a několikrát se pokusí o sebevraždu. Vzhledem k neustálém hluku a stresu způsobeném šílenou matkou má Petr obavy o synův duševní vývoj . Rozhodne se využít Soniných sebevražedných sklonů, odemkne dveře jejího pokoje – a ona vyskočí z okna. Vypadá to jako nešťastná nehoda způsobená Katinou nedbalostí, dívka má výčitky a pečuje o malého Petra jako o vlastního.
Petr s Katy a synem tvoří relativně dobrou rodinu. Malý Petřík vyrůstá a jeho budoucnost začíná vypadat slibně. Pak ale onemocní zánětem mozkových blan. I přes malou šanci na přežití je zachráněn, má však trvalé následky – jeho mentální vývoj zůstává na úrovni batolete. Rychle roste a sílí, pro Petra je však již ztracený. Poslední nadějí je továrna. Když teta i Hajn zemřou, Petr zjistí, že podle závěti všechen majetek dědí Sonin syn a on ho má pouze spravovat. Na vše tedy rezignuje, uvěří v nepřízeň osudu, který se podle něho ve všem staví proti němu, a přestane se o cokoliv snažit, zanedbává továrnu, v níž dříve tak tvrdě pro svého syna dřel, je mu už všechno jedno, pozoruje jen postupný rozklad rodiny i jeho majetku.

## Umístění
Děj románu se odehrává v podkrkonošské Jesenici (předobrazem byla autorova rodná Jilemnice). Předobrazem Hajnovy vily pak byla Tauchmannova vila z let 1869 až 1870 ve Valdštejnské ulici v Jilemnici. I další místa a postavy jsou inspirovány skutečnými reáliemi.

## Filmová a televizní adaptace
V roce 1965 byla podle románu natočena stejnojmenná televizní inscenace v režii Jiřího Bělky s Luďkem Munzarem v hlavní roli. V roce 1988 byl na motivy románu natočen film Prokletí domu Hajnů.

## Vydání
- Neviditelný, Jos. R. Vilímek, 1937, 1946
- Neviditelný, Československý spisovatel, 1958, 1966, 1979
- Neviditelný, Mladá fronta, 1963
- Neviditelný, Take Take Take, 1970, 2016 ISBN 978-80-906111-2-2
- Neviditelný, Nakladatelství Lidové noviny, 2006, ISBN 80-7106-789-X
- Neviditelný, XYZ. 2012, ISBN 978-80-7388-722-3